# Markab
Markab o Marchab è il nome proprio della stella α Pegasi (α Peg), distante 133 anni luce dal sistema solare. Il nome Markab deriva dalla frase araba المركب الفرس al-markab al-faras, "la sella del cavallo". Un nome alternativo, Mankib, deriva da المنكب الفرس al-mankib al-faras, o "la spalla del cavallo".
È la terza stella più brillante della costellazione di Pegaso dopo Enif e Scheat ed è una delle quattro stelle che compongono l'asterismo conosciuto come il Quadrato di Pegaso.

## Caratteristiche
Markab è una gigante blu di tipo spettrale B9III, con una massa di circa 3 M⊙; con tale massa si è evoluta molto più rapidamente del Sole e, con un'età di circa 400 milioni di anni (meno di un decimo dell'età attuale del Sole), è vicina alla fine della sua evoluzione. Uscita dalla sequenza principale dopo aver terminato l'idrogeno all'interno del suo nucleo, Markab entrerà presto nella fase di combustione dell'elio, durante la quale si espanderà in una gigante rossa, e come il Sole, finirà la sua vita di stella normale come nana bianca.